# Aryavarta

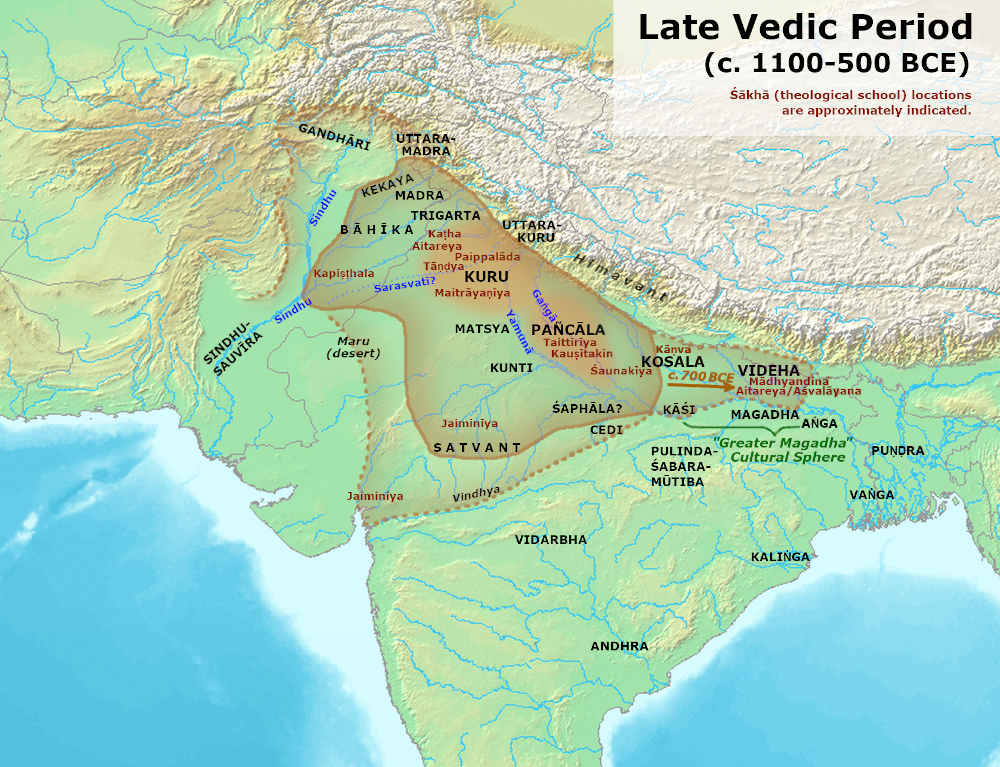
Aryavarta tussen 1100 en 500 v.Chr.

Aryavarta (āryāvarta, land van de Indo-Ariërs) is in het hindoeïsme het land of gebied waar de riten en geboden van de Veda's worden gevolgd. Dit gebied gold als puur, maar kon deze status verliezen als bewoners zich niet langer aan de Vedische voorschriften hielden. In sommige interpretaties kan een goede hindoe slechts zijn eigen reinheid bewaren door in Aryavarta te blijven.
Het vroegste gebruik van de term is door Patanjali, waarmee het gebruik voor de periode van de Rigveda eigenlijk een anachronisme is. In die  tijd, mogelijk 1500 of 1200 v.Chr., was het gebied van de arya beperkt tot de Punjab en het westelijke deel van de Indus-Gangesvlakte in het noorden van India. Later breidde het gebied zich als gevolg van de arianisering oostwaarts uit over de gehele Gangesvlakte, grofweg langs twee corridors, een ten noorden en een ten zuiden van de Ganga. Dit gebied was aan het einde van de Vedische tijd rond 500 v.Chr. verdeeld over vele kleine koninkrijkjes (mahajanapada's) die ook beschreven worden in de boeddhistische Pali-canon en jaïnische geschriften.
Rond 200 v.Chr. zou de arianisering tot in het zuiden van India verspreid zijn, maar veel moeilijk toegankelijke gebieden zoals woestijnen, dichte jungle en heuvelland bleven onzuiver. De oorspronkelijke bewoners van deze gebieden werden als mleccha's beschouwd, onreine kastelozen. Omdat de plaatsen die in religieuze teksten genoemd werden in het oorspronkelijke Aryavarta lagen, bleef dit gebied, grofweg de Indus-Gangesvlakte, een bijzondere plek in de verbeelding van hindoes innemen. Vaak werden plaatsen ook vernoemd naar die gebieden, om zodoende een eigen versie dichtbij te hebben, zodat een lange pelgrimstocht niet langer noodzakelijk was voor een bedevaart. Toen in de Middeleeuwen het hindoeïsme zich ook over Zuidoost-Azië verspreidde, vond daar een vergelijkbaar effect plaats.
Rond 150-100 v.Chr. schreef Patanjali in zijn Mahabhasya nog dat Aryavarta ten oosten lag van waar de Sarasvati verdween, ten westen van het Kalakawoud, ten zuiden van de Himalaya en ten noorden van het Pariyatra-gebergte. Mogelijk schreef hij dit in Kasjmir, zodat hij tot zijn beschrijving van Aryavarta kwam buiten Aryavarta zelf. Ook de Baudhayana-Dharmasoetra en de Vasistha-Dharmasoetra beschrijven het gebied. Hoewel niet duidelijk is wat het Kalakawoud en het Pariyatra-gebergte waren, is wel duidelijk dat het gebied toen nog een oost- en westgrens had. Mogelijk waren veel brahmanen verdreven uit de Punjab na het uiteenvallen van het Mauryarijk en het binnenvallen van de Yona (Grieken), gevolgd door de Saken. Uit onder meer de Yuga Purana en de Mahabharata blijkt dat de komst van deze Indo-Grieken en Indo-Scythen de brahmanen de nodige onheil bracht, zodat deze tijd wel als het einde van de kali yuga werd gezien. Mogelijk verdwenen de brahmanen zelfs uit dit gebied om pas na de zesde eeuw terug te keren.
In de Manusmriti, enkele eeuwen na Patanjali, waren de oostelijke en westelijke zee de begrenzing.
Migranten die uit andere delen van de wereld het Indisch Subcontinent binnendrongen, zoals de Indo-Grieken en Indo-Scythen in de eerste eeuwen v.Chr., de Hunnen in de 6e eeuw of de Turks-Afghaanse invallers in de 11e en 12e eeuw, golden ook als mleccha's. Zolang ze de religieuze voorschriften niet kenden, vreemde goden aanbaden en niet in het kastensysteem waren opgenomen, deed hun aanwezigheid zelfs af aan de puurheid van het land. Om die reden werd het land dat in de eerste eeuwen n.Chr. door oorspronkelijk niet-Indische groepen bewoond werd, zoals de Westelijke Satrapen van Gujarat of de Kushana's in het uiterste noorden, niet langer als Aryavarta beschouwd. Pas nadat de nieuwkomers door brahmaanse rituelen in het kastenstelsel werden opgenomen kon het land weer als puur beschouwd worden.